# Byske FF
Byske FF, eller Byske Fritidsförening, är en idrottsförening från Byske i Skellefteå kommun i Västerbotten, bildad den 23 augusti 1906 som Byske och Ytterstfors IF och sedan 2017 under nuvarande namn genom en mängd sammanslagningar. Föreninger har verksamhet inom fotboll, futsal, innebandy, ishockey (sedan 1949), simning, tennis. Byske har även utövat bordtennis. Föreningen är mest känd för att ha spelat i gamla division III i fotboll (motsvarande dagens division I) och för att Orvar Bergmark inledde sitt fotbollsspelande i klubben.

## Delningar, namnändringar och sammanslagningar
Den första idrottsföreningen på orten, Byske IF, grundades redan 1906. Ur denna förening har ett antal föreningar uppstått men dessa är sedan 2017 åter samlade i en förening, Byske Fritidsförening. Kronologi enligt nedan:
- 1906 (23 augusti): Byske och Ytterstfors IF bildas
- 1931 (1 mars): Skidverksamheten bryter sig loss och bildar SK Vargarna
- Sportåret 1943: Byske och Ytterstfors IF namnändras till Byske IF
- 1947 Byske IF och SK Vargarna sammanslås i IK Vargarna
- 1965 (1 januari): IK Vargarna namnändras till Byske IF
- 1972 (3 oktober): Byske IF nedlägger sin ishockeysektion, i dess ställe bildas Byske HC
- 2003 (26 maj): Byske HC namnändras till IK Vargarna Byske
- 2017: Byske IF, Byske Sim och IK Vargarna Byske sammanslås i Byske FF

## Fotboll
Fotbollen spelas på Moravallen, där spelare som landslagsmannen Orvar Bergmark och mångårigt allsvenske Anders Karlsson fostrats. Föreningen tillhörde under 1950- och 1960-talen Västerbottens främsta föreningar, med bland annat spel i tredje högsta division 1960, 1964 och 1965 (två säsonger som IK Vargarna, en som Byske IF).

## Extern webbplats
- Byske FF:s webbplats